# Tiszapüspöki
Tiszapüspöki község Jász-Nagykun-Szolnok vármegye Törökszentmiklósi járásában.

## Fekvése
Tiszapüspöki a Tisza bal partján, Szajol szomszédságában, Törökszentmiklóstól 8 km-re északnyugatra található.

## Megközelítése
A település az ország távolabbi részei felől is könnyen megközelíthető, mert déli határában található a 4-es főút, az M4-es autóút és a 46-os főút csomópontja. Belterülete vonatkozásában azonban a község zsákfalunak tekinthető, mivel kiépített közúton csak egy irányból érhető el, az előbbi csomópontból kiinduló 32 127-es számú mellékúton.

## Története
Tiszapüspöki és a környező területek már az ősidők óta lakott terület. Az edénytöredékekből arra lehet következtetni, hogy egykor a virágzó Körös-kultúra népe lakta a vidéket.
A későbbi korokból egy szarmata-kori hombáredény, egy tál, és további edénydarabok maradtak ránk. A honfoglalás kori temetőkből pedig többek között egy ezüstgyűrű is előkerült.
Első írásos említése 1009-ben született, az egri püspökség létrehozásakor. Később IV. Béla oklevele megerősíti az egri püspökség birtoklevelét, 1261-ben Pispuky írásmóddal.
A 16. században a település virágkorát érte, 1622-től anyakönyvet is vezetnek a településen, 1643-ban pedig felépült az új kápolna.

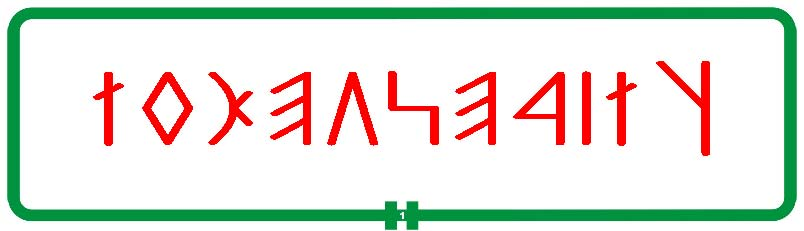
Tiszapüspöki község neve székely-magyar rovással.

Az 1692-1699-es évek közt, mint elnéptelenedett település, puszta volt nyilvántartva. 1718 után, a Jászságból, Egerből, Galíciából érkeztek telepesek. Megjelentek az első „iparosok”, vízimolnárok, téglaégetők, csizmadiák.
1804-ben átkerült, a szatmári káptalan tulajdonába. Tiszapüspökinél 1851 és 1932 között folyt a Tisza szabályozása.

## Közélete

### Polgármesterei
- 1990–1994: Tótok Sándor (független)[3]
- 1994–1998: Tótok Sándor (független)[4]
- 1998–2002: Tótok Sándor (független)[5]
- 2002–2006: Polgár István (MSZP)[6]
- 2006–2010: Polgár István (MSZP)[7]
- 2010–2014: Polgár István (független)[8]
- 2014–2019: Bander József (független)[9]
- 2019–2024: Bander József (független)[10]
- 2024– : Bander József (független)[1]

A település képviselő-testülete a 2010-es önkormányzati választás óta, a polgármesterrel együtt 7 főből áll.

## Népcsoportok, vallási megoszlás
2001-ben a település lakosságának 93%-a magyar, 7%-a cigány nemzetiségűnek vallotta magát. Ugyanekkor a lakosság 58,7%-a római katolikus, 5,8%-a református, 0,4%-a evangélikus, 0,3%-a pedig görögkatolikus vallású volt, a lakosság 0,5%-a más egyházhoz, vagy felekezethez tartozott, 16,1% pedig nem tartozott egyetlen egyházhoz vagy felekezethez sem. 18,1% ismeretlen, vagy nem válaszolt.
A 2011-es népszámlálás szerint a települést 2133-an lakták, melynek 85%-a magyar és 15%-a cigány nemzetiségűnek vallotta magát. A vallási meggyőződés szerint a település lakóinak 36%-a római-katolikus, 4%-a református, 1%-a más valláshoz vagy felekezethez tartozónak vallotta magát, további 59% pedig nem vallásos vagy nem válaszolt a kérdésre.
2022-ben a lakosság 90,1%-a vallotta magát magyarnak, 15,3% cigánynak, 0,3% ukránnak, 0,3% németnek, 0,1-0,1% görögnek, szlovénnek, szerbnek és románnak, 1% egyéb, nem hazai nemzetiségűnek (9,8% nem nyilatkozott; a kettős identitások miatt a végösszeg nagyobb lehet 100%-nál). Vallásuk szerint 17,6% volt római katolikus, 3,6% református, 0,7% görög katolikus, 0,2% izraelita, 0,1% evangélikus, 0,7% egyéb keresztény, 0,4% egyéb katolikus, 23,7% felekezeten kívüli (52,9% nem válaszolt).
A település népességének változása:
| Lakosok száma | 2098 | 2080 | 1998 | 1974 | 1952 | 1981 | 2000 |
|               | 2013 | 2014 | 2017 | 2021 | 2022 | 2023 | 2024 |

## Gazdasága

### Mezőgazdaság
A község lakóinak boldogulása mindig kapcsolatban állt a mezőgazdasággal. Az egykori Tiszatáj Szövetkezet (aminek a gépműhelyéből egy minimalmot alakítottak ki, de ma már az sem működik) megszűnése után megalakult az Aranykorona Mezőgazdasági Szövetkezet, ami részvénytársaságként működik, és elsősorban gabonafélék termesztésével foglalkozik.
Korábban meghatározó volt az állattenyésztés, de mára a jelentősége lecsökkent, és csak kisebb mennyiségben foglalkoznak a helyiek szarvasmarha, sertés -és baromfitartással.

### Ipar
Az első iparosok a 16. században jelentek meg Tiszapüspökiben. Ők posztót készítettek, nyersbőrt puhítottak, téglát égettek. Rajtuk kívül cipészek (csizmadiák) és más kisiparosok működtek a településen.
Manapság már csak néhányan élnek az iparból vállalkozóként: lakatosok, asztalosok, fuvarozók és fodrászok.

## Nevezetességei

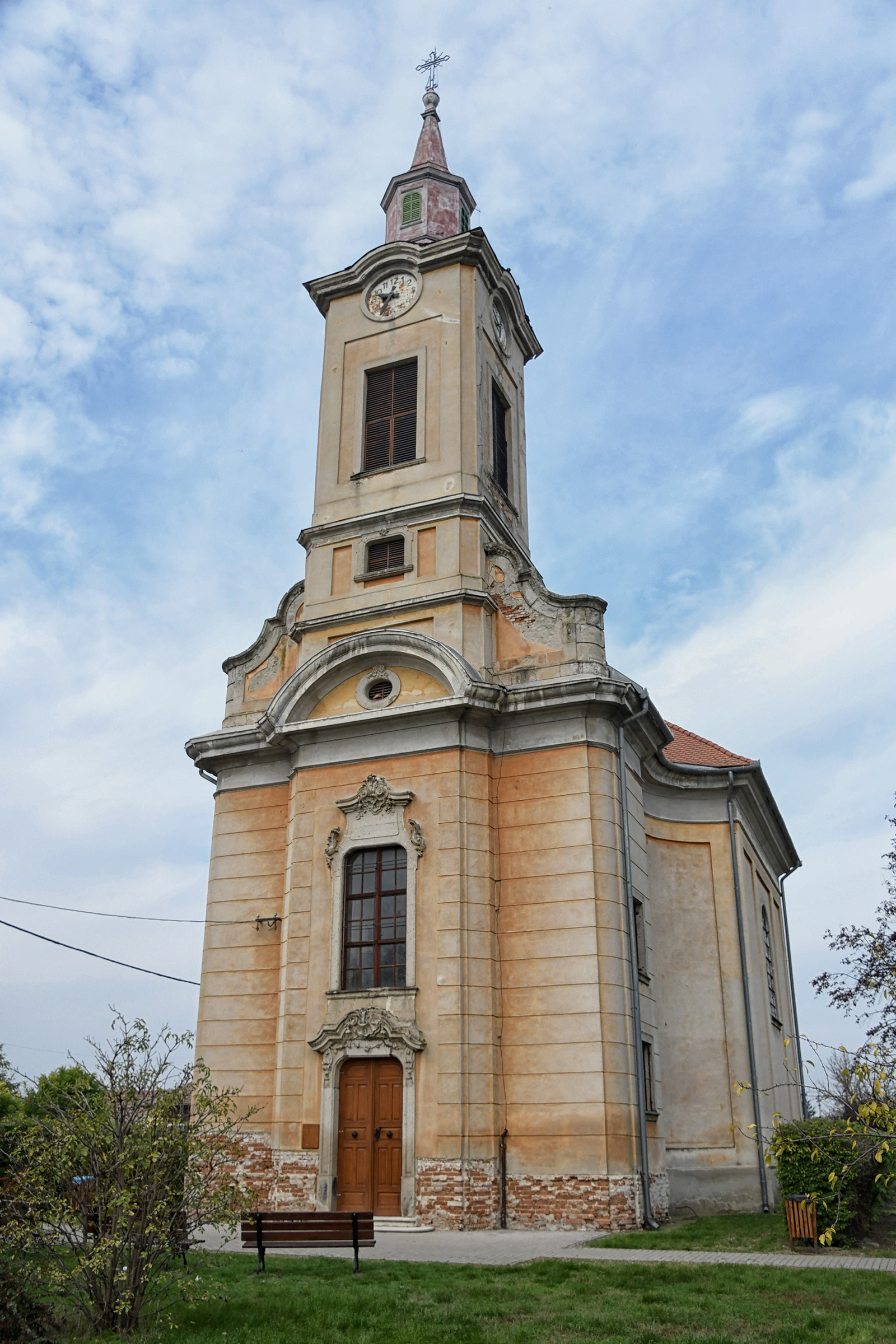
Római katolikus templom

- 1765-1769. között épült barokk stílusú katolikus templom. A templomban lévő padok a 19. században készültek, klasszicista stílusban.
- Plébániaház, Eszterházy Károly egri püspök építtette. (műemlék jellegű)
- A templom előtti téren első és második világháborús emlékművek, valamint Nepomuki Szent János-szobor.
- Évente megrendezik júliusban a falunapot.
- November 11-én jelentős esemény a Márton-napi búcsú.

Tiszapüspöki üdülőfalu, horgászoknak ideális.

## Híres tiszapüspökiek
- Itt született Garics János színész
- Itt született Magyar István labdarúgó
- Itt született Szécsi Ferenc költő, műfordító

## Képgaléria

Temploma a levegőből fényképezve
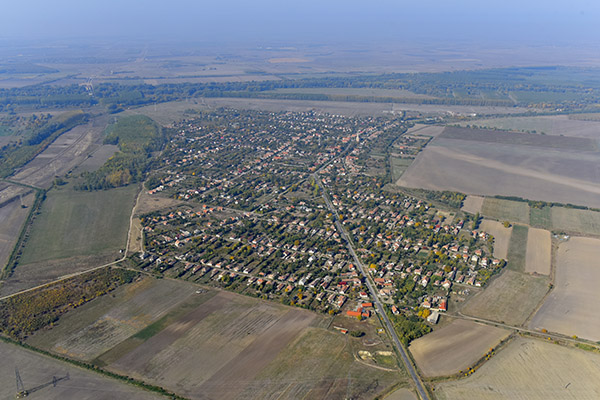
A község látképe a magasból
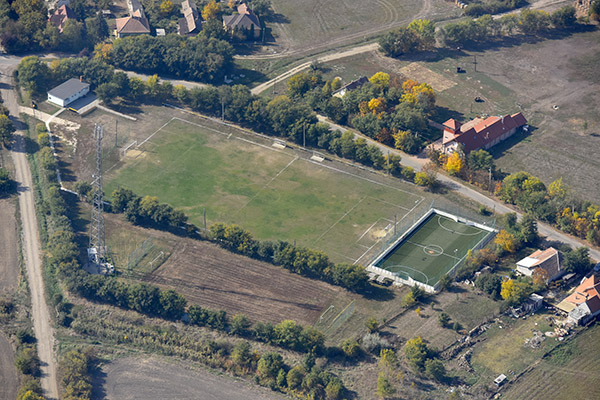
A sportpálya légi fotón
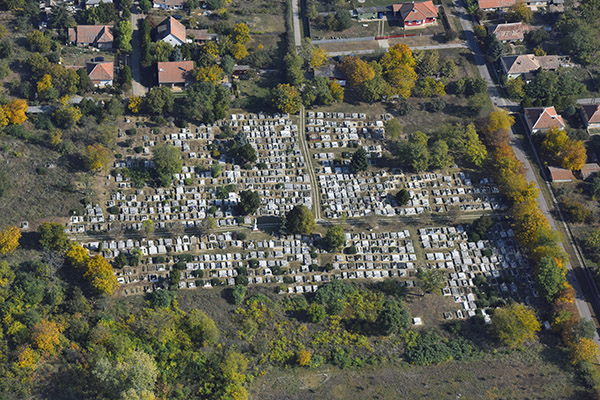
A temető légi felvételen

## Külső hivatkozások
- Tiszapüspöki az utazom.com honlapján
- Katolikus templom[halott link]